# Prinior
Prinior (Prinia) är släkte i familjen cistikolor inom ordningen tättingar som återfinns både i Asien från Turkiet till Java och i Afrika.
Det råder fortfarande oenighet kring vilka arter som ska inkluderas i släktet, även om sentida DNA-studier har klargjort situationen väsentligt. Ett flertal arter som traditionellt klassats som prinior förs därför numera ofta till andra släkten och kallas på svenska det mer generella sångare än prinia: sierraleonesångare och vitstrupig sångare till Schistolais, zimbabwesångare i Oreophilais och namaquasångare i Phragmacia. Dessa är mer släkt med eremomelor och gärdsmygssångare än med prinior. 
Ytterligare två arter, burnesii och cinerascens med utbredning i Indien och Pakistan har till och med visat sig tillhöra en helt annan familj, marktimalior. Å andra sidan är enligt forskningsresultaten arterna i de två monotypiska släktena Urorhipis och Heliolais inbäddade i Prinia och förs numera hit. Listan nedan följer AviList som placerar 29 arter i släktet Prinia:
- Himalayaprinia (P. crinigera)
- Strimprinia (P. striata)
- Burmaprinia (P. cooki)
- Dalatprinia (P. rocki)
- Brun prinia (P. polychroa)
- Svartstrupig prinia (P. atrogularis)
- Rostkronad prinia (P. khasiana)
- Bergprinia (P. superciliaris)
- Gråkronad prinia (P. cinereocapilla)
- Indisk prinia (P. buchanani)
- Rostprinia (P. rufescens)
- Gråbröstad prinia (P. hodgsonii)
- Bandvingad prinia (P. familiaris)
- Nilprinia (P. gracilis)
- Dvärgprinia (Prinia lepida)
- Djungelprinia (P. sylvatica)
- Gulbukig prinia (P. flaviventris)
- Askprinia (P. socialis)
- Ockrasidig prinia (P. subflava)
- Orientprinia (P. inornata)
- Blek prinia (P. somalica)
- Flodprinia (P. fluviatilis)
- Svartbröstad prinia (P. flavicans)
- Karrooprinia (P. maculosa)
- Drakensbergprinia (P. hypoxantha)
- Sãotoméprinia (P. molleri)
- Zebraprinia (P. bairdii)
- Rostpannad prinia (P. rufifrons) – tidigare i Urorhipis
- Rödvingad prinia (P. erythroptera) – tidigare i Heliolais

Arter som ej är en del av Prinia men som fortfarande ibland placeras här av andra auktoriteter: 
- Vitstrupig sångare (Schistolais leucopogon)
- Sierraleonesångare (Schistolais leontica)
- Namaquasångare (Phragmacia substriata)
- Zimbabwesångare (Oreophilais robertsi)
- Industimalia (Laticilla burnesii) – placeras i familjen marktimalior
- Brahmaputratimalia (Laticilla cinerascens) – placeras i familjen marktimalior

## Namn
Prinia kommer av Prinya, det javanesiska namnet för bandvingad prinia (Prinia familiaris).